# Urosoom
Het urosoom is een onderdeel van het abdomen bij sommige Crustacea (kreeftachtigen). Het heeft vooral een voortbewegingsfunctie (zwemmen).
Bij vlokreeftjes is het de laatste drie segmenten van het pleon en volgt het op het pleosoom. Het urosoom draagt gewoonlijk drie paar één- of tweetakkige uropoden en een telson. Dit laatste maakt morfologisch geen deel uit van het urosoom.
Bij copepoden is het dat deel van het lichaam dat volgt op het belangrijkste scharnierpunt dat de achtergrens van het prosoom vormt.

Algemeen bouwplan van een vlokreeftje

## Reference
- Moore & McCormick, (1969): General features of Crustacea, in: Moore, R.C. (red.): Treatise on Invertebrate Paleontology, Part R, Arthropoda 4. Geological Society of America & University of Kansas Press, Lawrence.